# 丁先國
丁先国（1909年—2001年11月11日），湖北麻城人。生于1909年，授衔时46岁。1955年授予中国人民解放军少将军衔。荣获一级八一勋章、二级独立自由勋章、一级解放勋章。2001年因病在重庆逝世，享年92岁。

## 任职

### 第一次国共内战时期
担任师级以上干部，专任政治领导职务。

### 抗日战争时期
担任八路军129师385旅769团政训处主任。

### 第二次国共内战时期
1948年2月担任晋冀鲁豫军区第14纵队14旅政治委员。

### 中华人民共和国时期
担任志愿军后勤部2分部部长。

## 生平
曾参加了黄麻起义，后参加中国工农红军第四方面军。曾任中国人民解放军华北军区第70军第209师政委。

## 经历
- 1927年参加黄麻起义。
- 1929年参加中国工农红军。
- 1930年加入中国共产党。
- 1955年被授予少将军衔。

## 荣誉
- 荣获一级八一勋章、二级独立自由勋章、一级解放勋章。
- 1988年被中央军委授予一级红星功勋荣誉章。